# Zamosze (rejon baranowicki)
Zamosze (biał. Замошша; ros. Замошье) – wieś na Białorusi, w obwodzie brzeskim, w rejonie baranowickim, w sielsowiecie Małachowce.
W dwudziestoleciu międzywojennym wieś leżała w Polsce, w województwie nowogródzkim, w powiecie baranowickim. W pobliżu znajdował się również nieistniejący obecnie majątek Zamosze.
Znajduje tu się przystanek kolejowy Zamosze, leżący na linii Równe – Baranowicze – Lida – Wilno.